# Brachymeria westwoodi
Brachymeria westwoodi is een vliesvleugelig insect uit de familie bronswespen (Chalcididae). De wetenschappelijke naam is voor het eerst geldig gepubliceerd in 1992 door Boucek.